# Saginaw (Texas)
Saginaw es una ciudad ubicada en el condado de Tarrant en el estado estadounidense de Texas. En el Censo de 2010 tenía una población de 19806 habitantes y una densidad poblacional de 1.010,99 personas por km².

## Geografía
Saginaw se encuentra ubicada en las coordenadas 32°51′56″N 97°21′55″O / 32.86556, -97.36528. Según la Oficina del Censo de los Estados Unidos, Saginaw tiene una superficie total de 19.59 km², de la cual 19.58 km² corresponden a tierra firme y (0.04%) 0.01 km² es agua.

## Demografía
Según el censo de 2010, había 19806 personas residiendo en Saginaw. La densidad de población era de 1.010,99 hab./km². De los 19806 habitantes, Saginaw estaba compuesto por el 82.96% blancos, el 4.28% eran afroamericanos, el 0.81% eran amerindios, el 1.84% eran asiáticos, el 0.09% eran isleños del Pacífico, el 7.1% eran de otras razas y el 2.92% pertenecían a dos o más razas. Del total de la población el 23.57% eran hispanos o latinos de cualquier raza.